# ビュート郡 (カリフォルニア州)

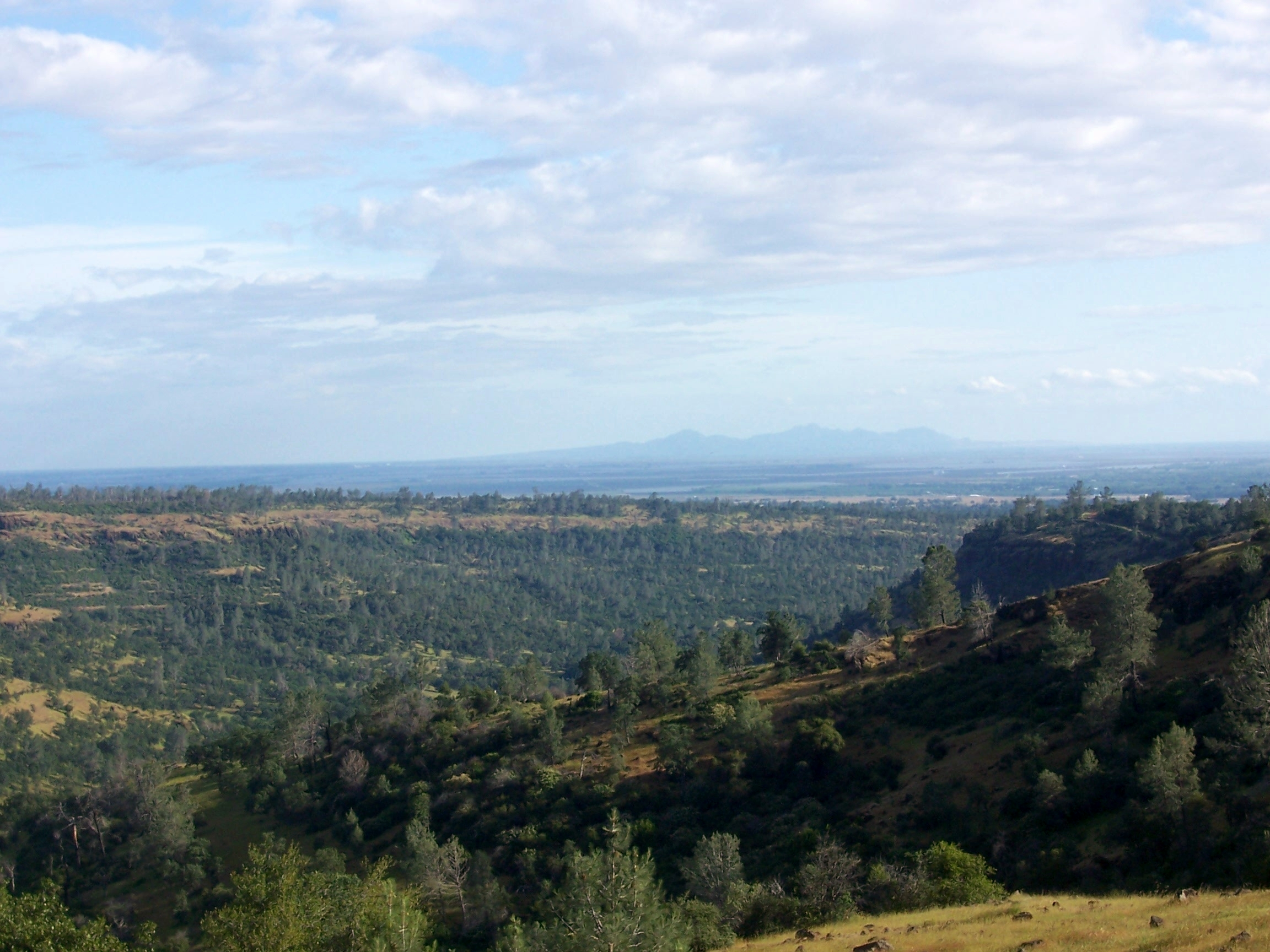
ビュート郡、背景はサッター・ビュート

ビュート郡（ビュートぐん、英: Butte County）は、アメリカ合衆国カリフォルニア州セントラルバレーおよびゴールドカントリーに位置する郡であり、州都サクラメントの北にある。人口は21万1632人（2020年）。郡庁所在地はオーロビルである。愛称は「自然の富と美の土地」である。
郡内を流れる水流としてはフェザー川とサクラメント川がある。他にサクラメント川支流のビュート・クリークとビッグチコ・クリークが流れる。アメリカ合衆国で6番目に多きな滝であるフェザー滝がある。郡内にはカリフォルニア州立大学チコ校とビュート・コミュニティ・カレッジがある。
郡内に4つの総合病院があり、カリフォルニア州はビュート郡を健康サービス第1地域の中に指定している。ビュート郡大気質管理地区は郡内の大気汚染物質の排出を規制している。これは地域の規制、州および連邦の法に従っている。例えば、近年住民が家庭の屋外でゴミを焼くことを認めていた規則を変更した。

## 地理
アメリカ合衆国国勢調査局に拠れば、郡域全面積は1,677平方マイル (4,343 km2)であり、このうち陸地は1,639平方マイル (4,245 km2)、水域は38平方マイル (91 km2)で水域率は2.24%である。

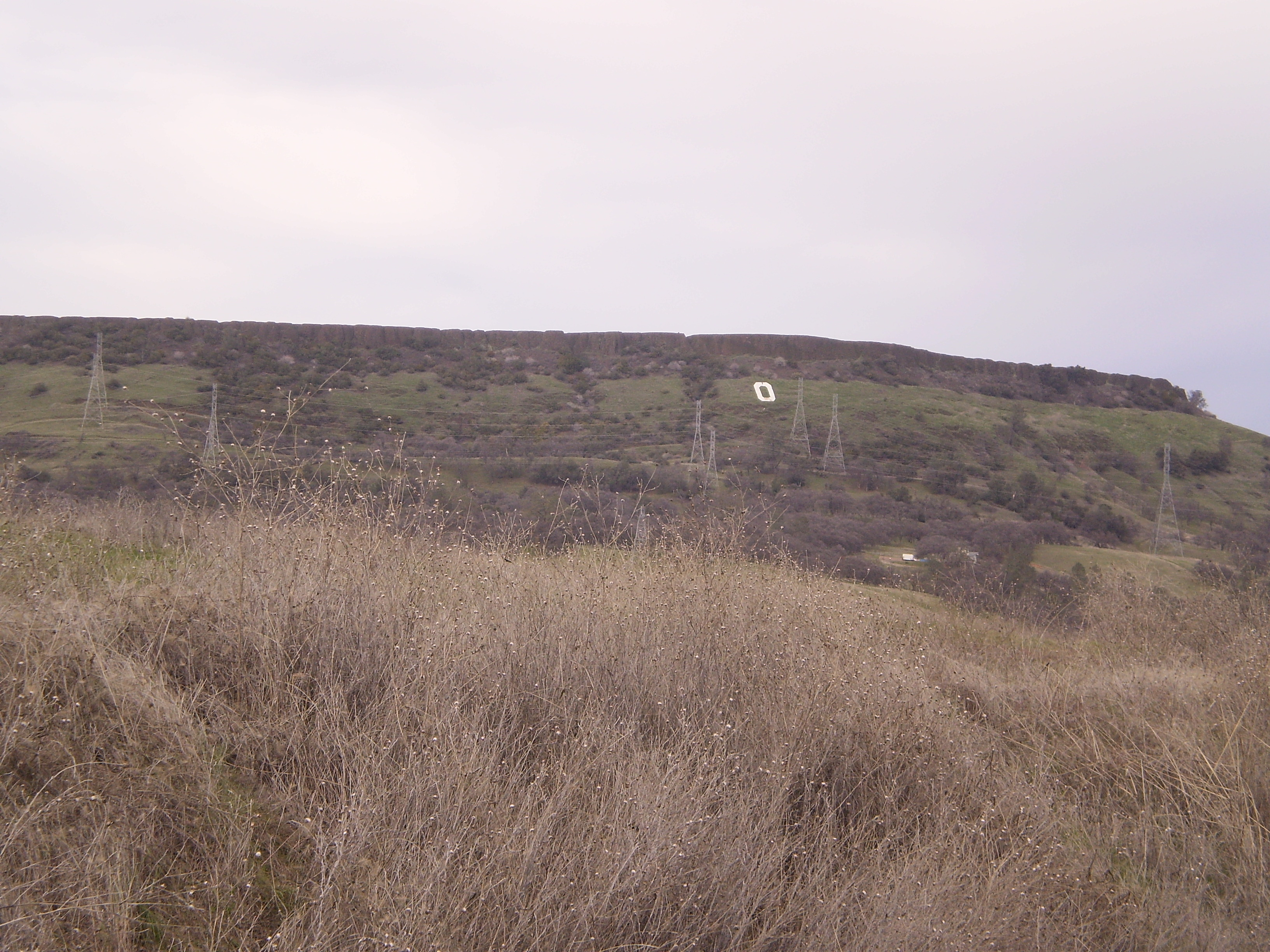
オロビル近くのサウステーブル山

郡内を流れる水流にはフェザー川とビュート・クリークがある。西の郡境の一部はサクラメント川になっている。シエラネバダ山脈の西側斜面にあり、その急な斜面によって水力発電に適した場所になっている。これら発電所の6か所が郡内にある。

### 隣接する郡
- ユバ郡 - 南
- サッター郡 - 南
- コルサ郡 - 南西
- グレン郡 - 西
- テハマ郡 - 北
- プラマス郡 - 東

### 国立自然保護地域
- ビュートシンク国立野生生物保護区（部分）
- ラッセン国立の森（部分）
- プラマス国立の森（部分）
- サクラメント川国立野生生物保護区（部分）

## 都市と町
市
- チコ
- オーロビル（郡庁所在地）
- グリドリー
- ビッグス

町
- パラダイス

CDP
- バンガー
- チェロキー
- コハセット
- コンコウ
- ダーラム
- フォレストランチ
- マガリア
- オロビルイースト
- パレルモ
- リッチベール
- サウスオロビル
- スターリングシティ
- サーマリト
- ヤンキーヒル

ゴーストタウン

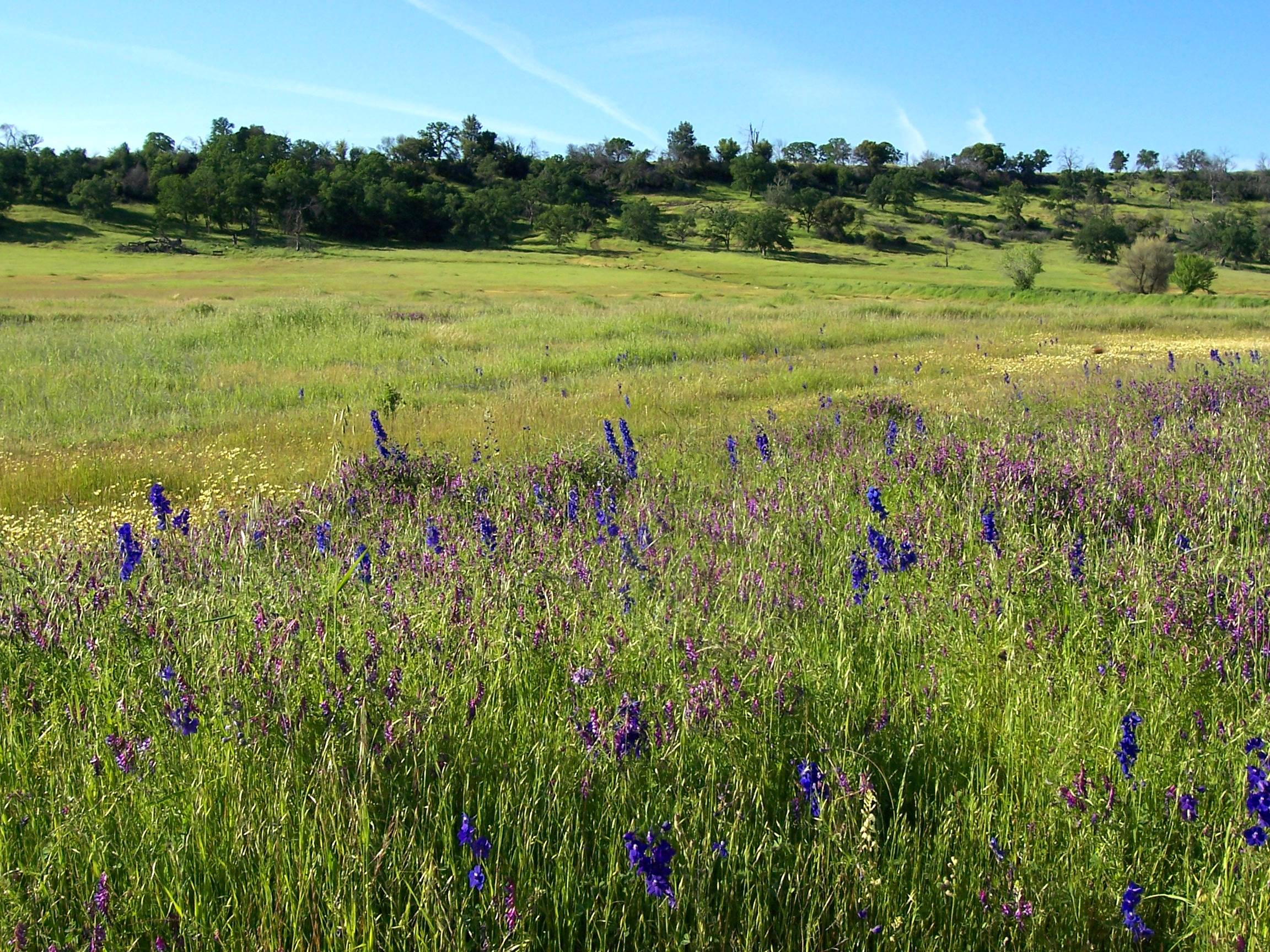
チコ市にあるビドウェル公園、合衆国でも最大級の市民公園

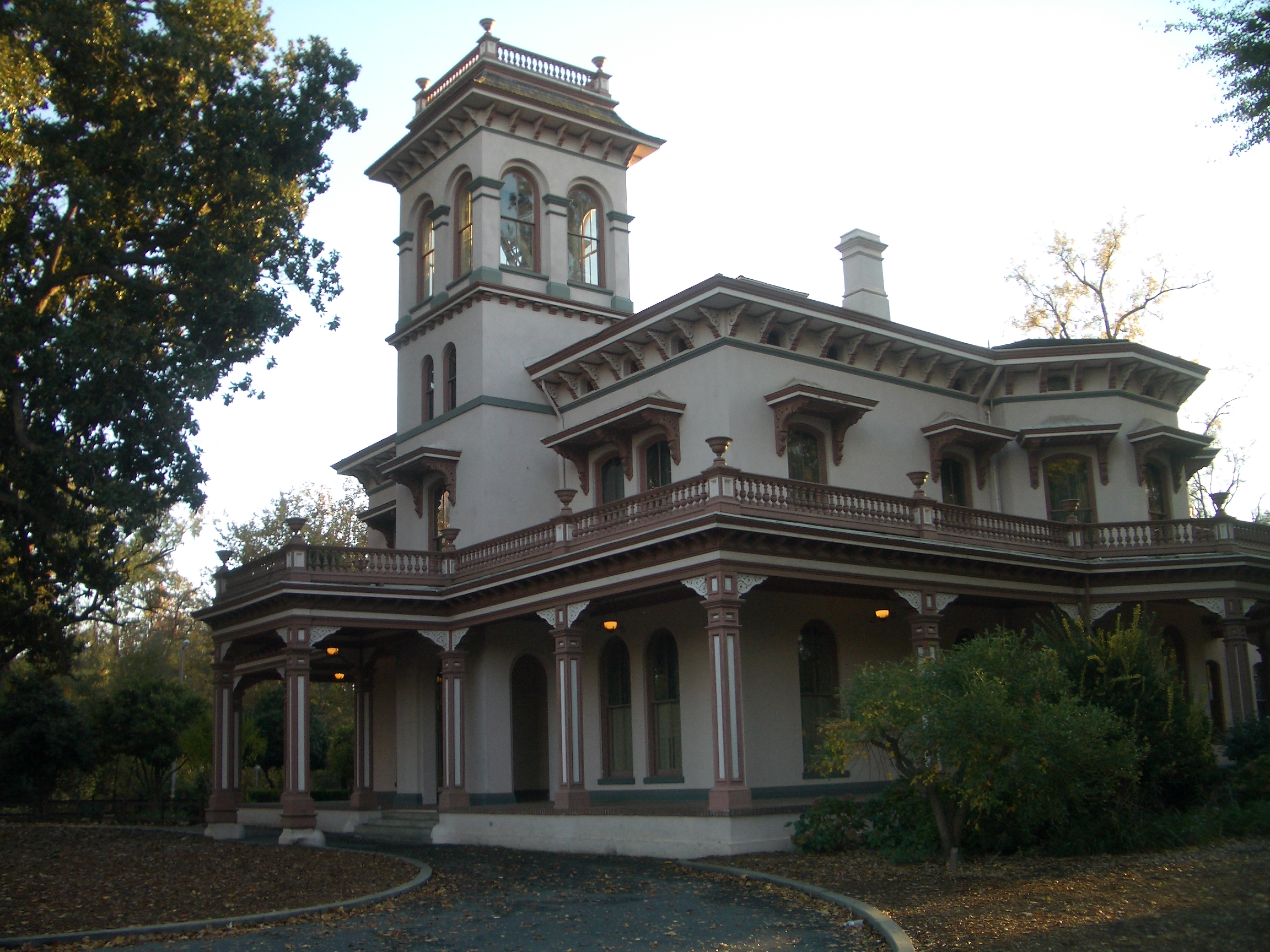
チコ市にあるビドウェル邸宅

- ハミルトン - 当初の郡庁所在地、過剰になった墓地にのみ名残が残っている
- ビッドウェルズバー - 現在はオロビル湖の下にある
- フォークス・オブ・ビュート

## 交通

### 主要高規格道路
- カリフォルニア州道32号線
- カリフォルニア州道70号線
- カリフォルニア州道99号線

### 公共交通
ビュート市域交通、通称Bラインがチコ、オロビル、パラダイス、グリドリーおよびビッグスの市内および都市間のバス便を運行している。チコはグレン郡に向かうグレンライドとプラマス郡に向かうプラマス交通システムとの接続点になっている。
グレイハウンドの停留所がチコにある。

### 空港
郡内には次の1つの一般用途空港がある。
- チコ市民空港
- オロビル市民空港
- パラダイス空港
- ランチャエロ空港
- リッチベール空港

## 人口動態
以下は2000年国勢調査による人口統計データである。
| 基礎データ - 人口: 203,171人 - 世帯数: 79,566世帯 - 家族数: 49,410家族 - 人口密度: 48人/km2（124人/mi2） - 住居数: 85,523軒 - 住居密度: 20軒/km2（52/mi2） 人種別人口構成 - 白人: 84.52% - アフリカン・アメリカン: 1.39% - ネイティブ・アメリカン: 1.90% - アジア人: 3.32% - 太平洋諸島系: 0.15% - その他の人種: 4.82% - 混血: 3.90% - ヒスパニック・ラテン系: 10.50% - ドイツ系アメリカ人: 14.2% - イングランド系アメリカ人: 11.1% - アイルランド系アメリカ人: 10.2% - 先祖がアメリカ人: 7.8% - イタリア系アメリカ人: 5.6% 主たる言語による人口構成 - 英語: 87.9% - スペイン語: 7.8% - モン語: 1.4% | 年齢別人口構成 - 18歳未満: 24.0% - 18-24歳: 13.6% - 25-44歳: 24.8% - 45-64歳: 21.8% - 65歳以上: 15.8% - 年齢の中央値: 36歳 - 性比（女性100人あたり男性の人口） - 総人口: 96.1 - 18歳以上: 92.6 世帯と家族（対世帯数） - 18歳未満の子供がいる: 28.4% - 結婚・同居している夫婦: 46.7% - 未婚・離婚・死別女性が世帯主: 11.2% - 非家族世帯: 37.9% - 単身世帯: 27.1% - 65歳以上の老人1人暮らし: 11.1% - 平均構成人数 - 世帯: 2.48人 - 家族: 3.02人 収入と家計 - 収入の中央値 - 世帯: 31,924米ドル - 家族: 41,010米ドル - 性別 - 男性: 34,137米ドル - 女性: 25,393米ドル - 人口1人あたり収入: 17,517米ドル - 貧困線以下 - 対人口: 19.8% - 対家族数: 12.2% - 18歳未満: 23.8% - 65歳以上: 7.3% |

## 政治

### 郡政府
5人の委員からなるビュート郡管理委員会が郡政を担当している。

### インディアン部族
マイドゥー族インディアンのベリー・クリーク・ランチェリアがオロビルに本部を置いており、ゴールドカントリー・カジノを営業している。
マイドゥー族インディアンのムーアタウン・ランチェリアもオロビルに本部があり、フェザーフォールズ・カジノを営業している。
メチュープダ族インディアンのチコ・ランチェリア行政本部はチコ市内にある。

### 州議会
カリフォルニア州議会下院議員の選挙では、第2および第3選挙区に入っている。カリフォルニア州議会上院議員の選挙では、第4選挙区に入っている。2010年時点ですべて民主党議員が務めている。
2008年の命題8に関する住民投票で郡内投票者の56.7%は法案に賛成した。これは同性同士の結婚を禁止するためのカリフォルニア州憲法修正案だった。

### 連邦議会
アメリカ合衆国下院議員の選挙では郡内の大半がカリフォルニア州第2選挙区の一部であり、残りは第4選挙区にある。どちらも共和党議員が努めている。
ビュート郡はアメリカ合衆国大統領および連邦議会選挙で共和党の強い地盤である。大統領選挙で民主党が多数を取ったのは1964年のリンドン・B・ジョンソンが最後だった。ただし、1992年のビル・クリントンと2008年のバラク・オバマは、過半数ではないが多数票を獲得した。

## 教育機関
郡内には次の大学とカレッジがある。
- カリフォルニア州立大学チコ校
- ビュート・コミュニティ・カレッジ

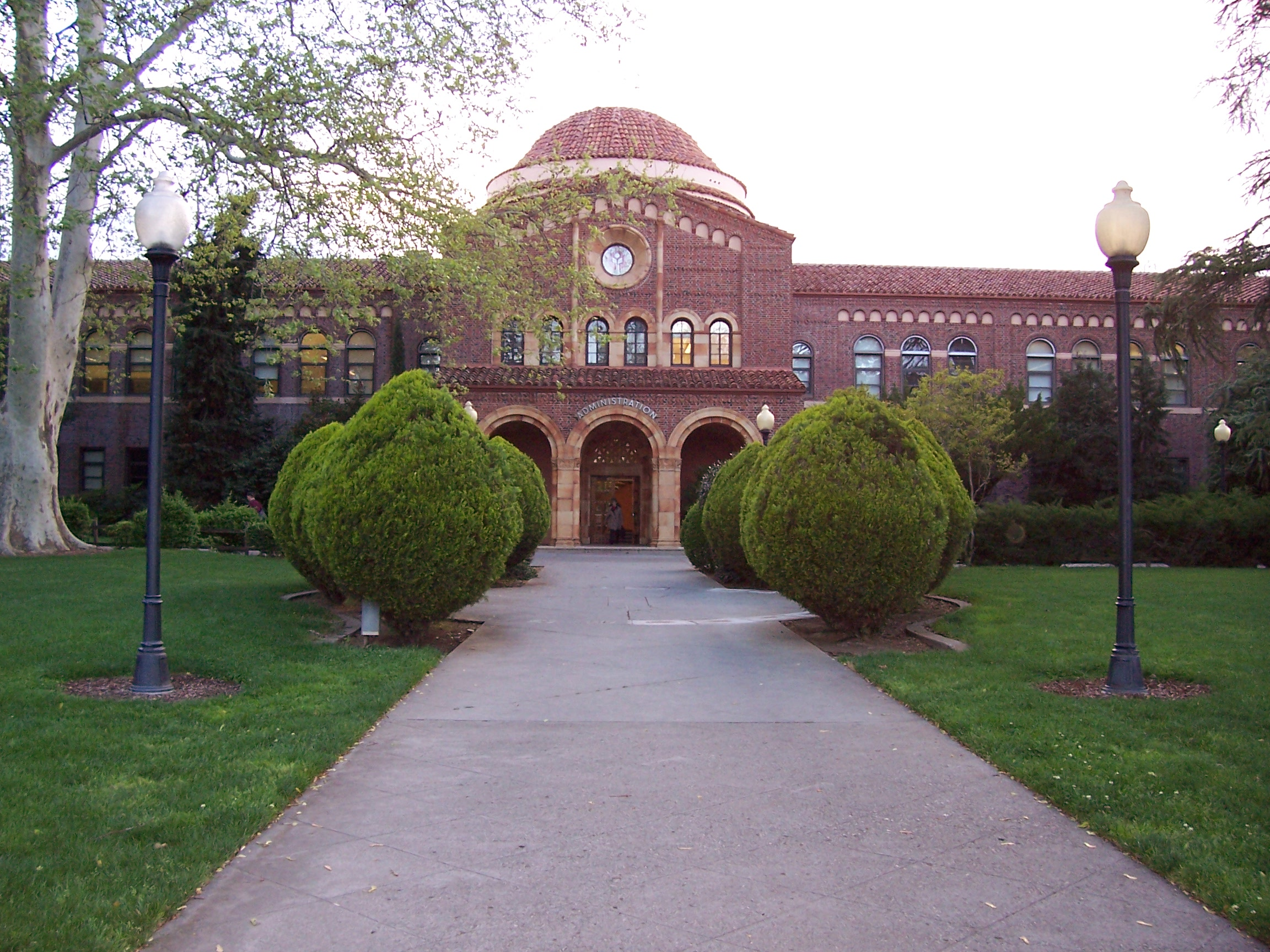
カリフォルニア州立大学チコ校の管理棟、ケンドールホール

全米教育統計センターに拠れば郡内にはおよろ90の公立学校がある。これら学校は郡教育部と15の教育学区が管轄している。
- バンガー合同初等教育学区
- ビッグス統一教育学区
- チコ統一教育学区
- ダーラム統一教育学区
- フェザーフォールズ合同初等教育学区
- ゴールデンフェザー合同初等教育学区
- グリドリー統一教育学区
- マンザニタ初等教育学区
- オロビルシティ初等教育学区
- オロビル合同高等教育学区
- パレルモ合同教育学区
- パラダイス統一教育学区
- パイオニア合同初等教育学区
- サーマリト合同教育学区

## 公共図書館
ビュート郡図書館は、ビッグス、チコ、ダーラム、グリドリー、オロビルおよびパラダイスにある6か所の図書館支所によって郡内住民に図書館サービスを提供している。ビュート郡図書館の使命は年齢、出身民族、教育水準、経済水準を問わず全ての住民に、自由にアイディア、情報および技術に接してもらうことである。
田園部や山岳部の社会には移動図書館が図書館サービスを提供している。ビュート郡識字サービス部の成人読書プログラム、識字のための家族、識字コーチなど幾つかのプログラムにより、識字力の低い成人のために貢献しており、また長さ36フィート (11 m) の自動車を使って、お話しの時間、父兄の会合、ワークショップおよびコンピュータと教師の訓練など移動プログラムを提供している。
図書館はビュート郡の部門として運営されており、ビュート郡管理委員会が管轄している。

## 映画のロケ現場
幾つかの映画がビュート郡内で撮影された。たとえば風と共に去りぬ、アウトロー、友情ある説得、Magic Town、The Klansman、Ruby Ridge: An American Tragedy、ロビンフッドの冒険およびUnder Wrapsがある。